# Hana Janků
Hana Janků (Hana Svobodov-Janku,) fue una soprano dramática checa poseedora de una de las voces más potentes de su época, nació en Brno en 1940 y murió en Viena en 1995.
Cantó en  Hamburg, Viena, en La Scala de Milán y en el Teatro Colón de Buenos Aires como Turandot, fue muy apreciada en este papel como en Tosca del que existe una grabación en vivo junto a Plácido Domingo (1972). Formó parte del elenco de la Ópera del Rhin en Düsseldorf y Duisburg, Alemania.

## Discografía de referencia
- Dvorak, Rusalka (la Jezibaba), Schneider
- Smetana, Dalibor, Krombholc
- 50 años de la Deutsche-Oper am Rhein (como Tosca)